# 高山稲荷神社

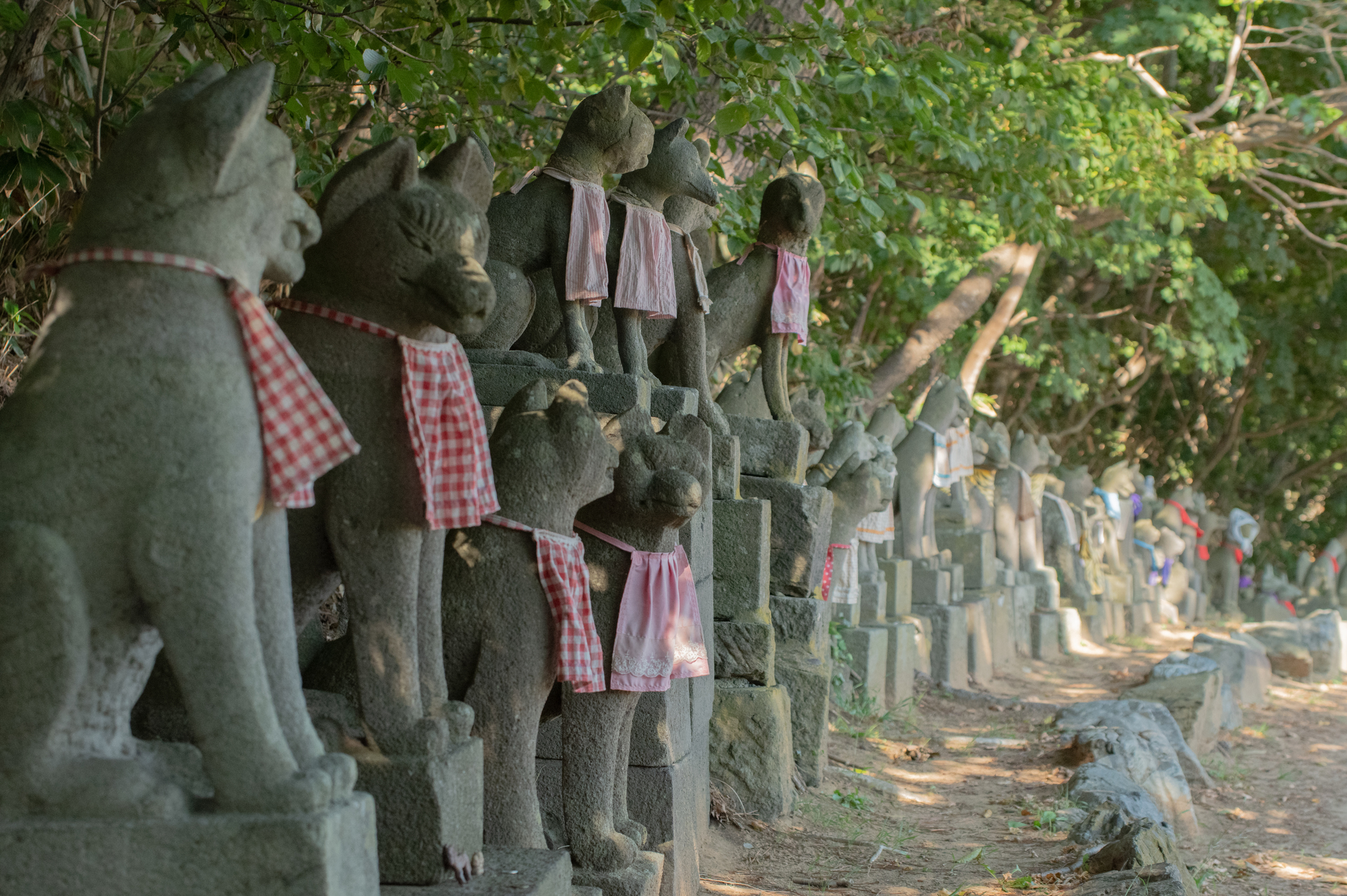
高山稲荷神社のお稲荷様

高山稲荷神社（たかやまいなりじんじゃ）とは、青森県つがる市牛潟町鷲野沢にある神社である。

## 概要
高山稲荷神社は、標高約22メートルの地にあり五穀豊穣、海上安全、商売繁盛の神様として信仰を集めている。
創建は鎌倉から室町にかけてと伝えられる。稲荷神社創建の社伝によると、赤穂藩主の江戸城中での刃傷事件による藩取り潰しの際、赤穂城内に祀っていた稲荷大神の御霊代を藩士の寺坂三五郎が奉戴し、その後その子孫が高山の霊地に祀れとのお告げにより遷し祀ったと伝えられる。
高山稲荷神社のすぐそばには、1889年（明治22年）10月に七里長浜沖で座礁した米船チェスボロー号の事故で犠牲となった乗員の霊を慰めるために慰霊碑が建立されている。また、千本鳥居は老朽化が進んでいることから、建て替えを進めている。

## 境内
- 大鳥居
- 神札授与所
- 参集殿
- 拝殿
- 三王神社
- 三五郎稲荷神社
- 千代稲荷神社
- 大島稲荷神社
- 作丈一稲荷神社
- よんこ稲荷神社
- 熊五郎稲荷神社
- 龍神宮
- 千本鳥居
- 神明社
- 駐車場

## 祭神
宇迦之御魂命、佐田彦命、大宮能売命が祀られている。

## 周辺
- 七里長浜
- 高山展望台
- チェスボロー号遭難慰霊碑

## アクセス
- JR東日本 五能線五所川原駅から車で約30分